# Portmap
Portmap est un logiciel daemon sous Unix/Linux qui convertit les numéros de programmes RPC en numéros de port logiciel DARPA.
Son but initial était de limiter le nombre de ports utilisés, mais il a eu peu de succès et n'est plus utilisé que pour 
- NFS (partage de fichiers)
- FAM (moniteur de modification de fichier)
- NIS, logiciel d'annuaire .

## Historique
La première version de ce logiciel était utilisée avec BSD 4.3.
Il est utilisé aussi pour rendre accessible un serveur a d'autres personnes.

## Exemple de liste de ports RPC
La liste suivante montre les différents programmes, leur version et quels ports ils utilisent.
Par exemple, elle montre que des daemons NFS de 2 versions différentes (V2 et V3) sont en cours d'exécution et peuvent être atteints via les ports TCP 2049 ou UDP port 2049.
```
 $ rpcinfo -p 
  program vers proto   port
   100000    2   tcp    111  
portmapper

   100000    2   udp    111  
portmapper

   100003    2   udp   2049  nfs
   100003    3   udp   2049  nfs
   100003    4   udp   2049  nfs
   100003    2   tcp   2049  nfs
   100003    3   tcp   2049  nfs
   100003    4   tcp   2049  nfs
   100024    1   udp  32770  status
   100021    1   udp  32770  nlockmgr
   100021    3   udp  32770  nlockmgr
   100021    4   udp  32770  nlockmgr
   100024    1   tcp  32769  status
   100021    1   tcp  32769  nlockmgr
   100021    3   tcp  32769  nlockmgr
   100021    4   tcp  32769  nlockmgr
   100005    1   udp    644  mountd
   100005    1   tcp    645  mountd
   100005    2   udp    644  mountd
   100005    2   tcp    645  mountd
   100005    3   udp    644  mountd
   100005    3   tcp    645  mountd
```